# نصرت‌آباد قاراداش

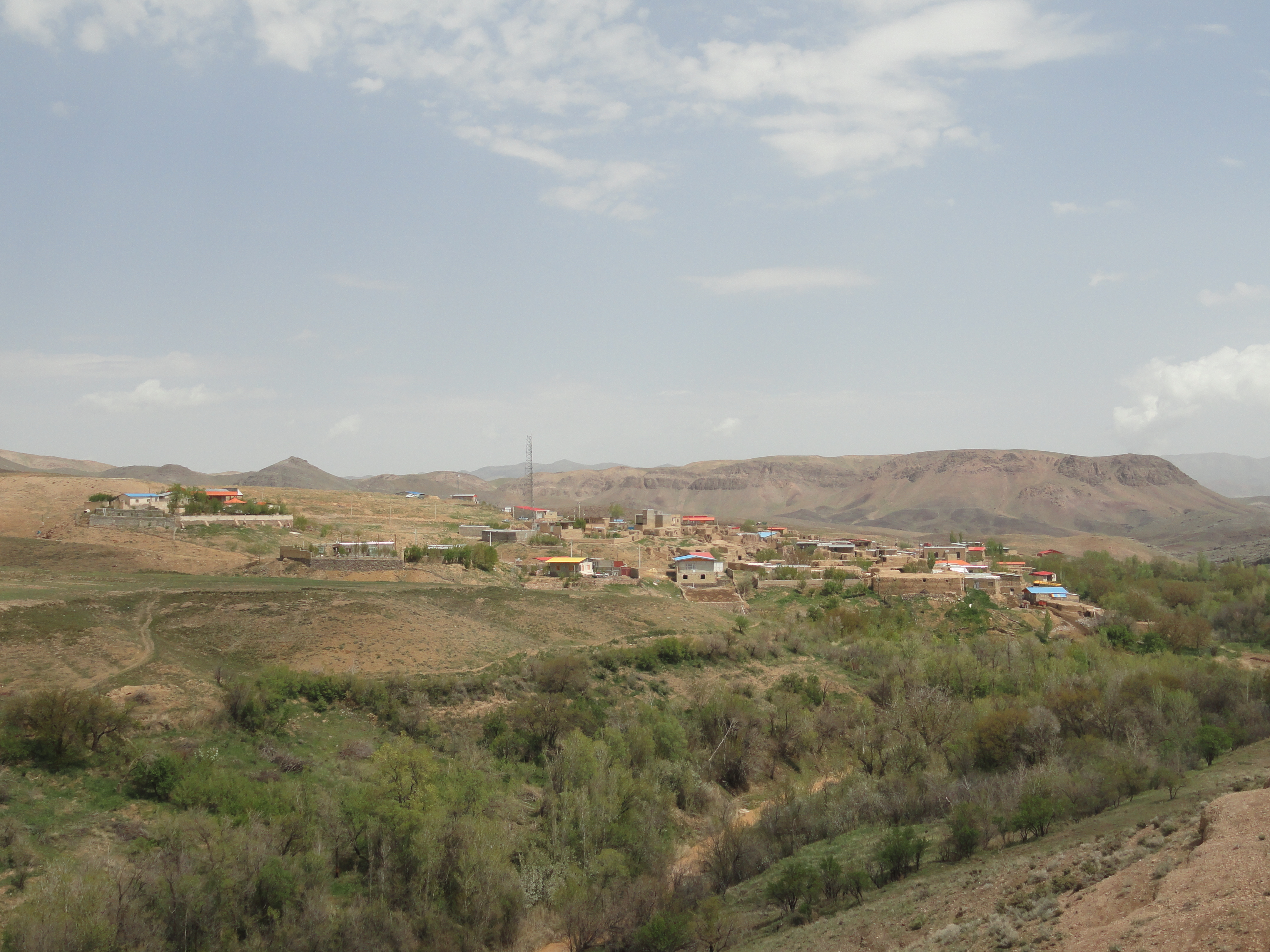
نمایی از روستا

روستای سرسبز و کوهستانی نصرت آباد (باغ لو قاراداش) در استان قزوین ، شهرستان آوج ، دهستان خرقان شرقی در بخش آبگرم می‌باشد و جمعیت ثابت آن حدوداً 105 نفر است که در فصول بهار و تابستان به 200 نفر نیز میرسد و به زبان ترکی آذربایجانی با گویش محلی سخن می‌گویند. پیشه اکثر مردم این روستا کشاورزی و دامداری می‌باشد. از فراورده‌های کشاورزی این روستا که شهره همگان می‌باشد می‌توان از آلو بخارا نام برد البته در قدیم با محصولی همچون سیب زمینی پشندی نیز شناخته می‌شد . مردمان این روستا از مهاجران شاهسون آذربایجان و فارس می‌باشند .بخشی از ساکنین روستا در سال‌های گذشته به شهرهای بزرگی چون قزوین ‌‌،کرج، تهران و قم مهاجرت کرده‌اند. جادهٔ متصل به این روستا در سال 1398 آسفالت شده و گازکشی نیز صورت گرفته است و یک مدرسه ابتدایی(حُر) دارد.

## موقعیت جغرافیایی و جاذبه گردشگری
این روستا در جنوب شرقی استان قزوین واقع شده که بخشی از زمین‌های کشاورزی و مراتع آن در جوار استان مرکزی واقع شده ‌است. از جاذبه‌های این روستا می توان به رودخانه‌ای (رود حاجی عرب) که از میان باغات میوه می‌گذرد به همراه قلعه‌ای قدیمی و چشم اندازی زیبا از‍ بلندای کوه قراولخانه اشاره کرد. در انتهای شمالی این روستا جنگلی از درختان سرو ، تبریزی و سنجد وجود دارد. نام اصلی این روستا نصرت آباد است اما در گویش محلی به نام قاراداش که به معنی سنگ سیاه است شناخته تر می‌باشد  .
توضیح : نام درست خرقان، فره گان می‌باشد که در زبان عربی خرقان گفته می‌شود.باید گفت که روستا یا محله ای به نام  قاراداش  در  اسفراین هم می‌باشد .
| مکان              | خانوار | جمعیت | دین. مذهب         | پیشه             | آب و هوا       |
| ----------------- | ------ | ----- | ----------------- | ---------------- | -------------- |
| نصرت آباد قاراداش | ۲۲     | ۱۰۵   | اسلام. شیعه جعفری | کشاورزی. دامداری | معتدل کوهستانی |